# Świerki Kłodzkie

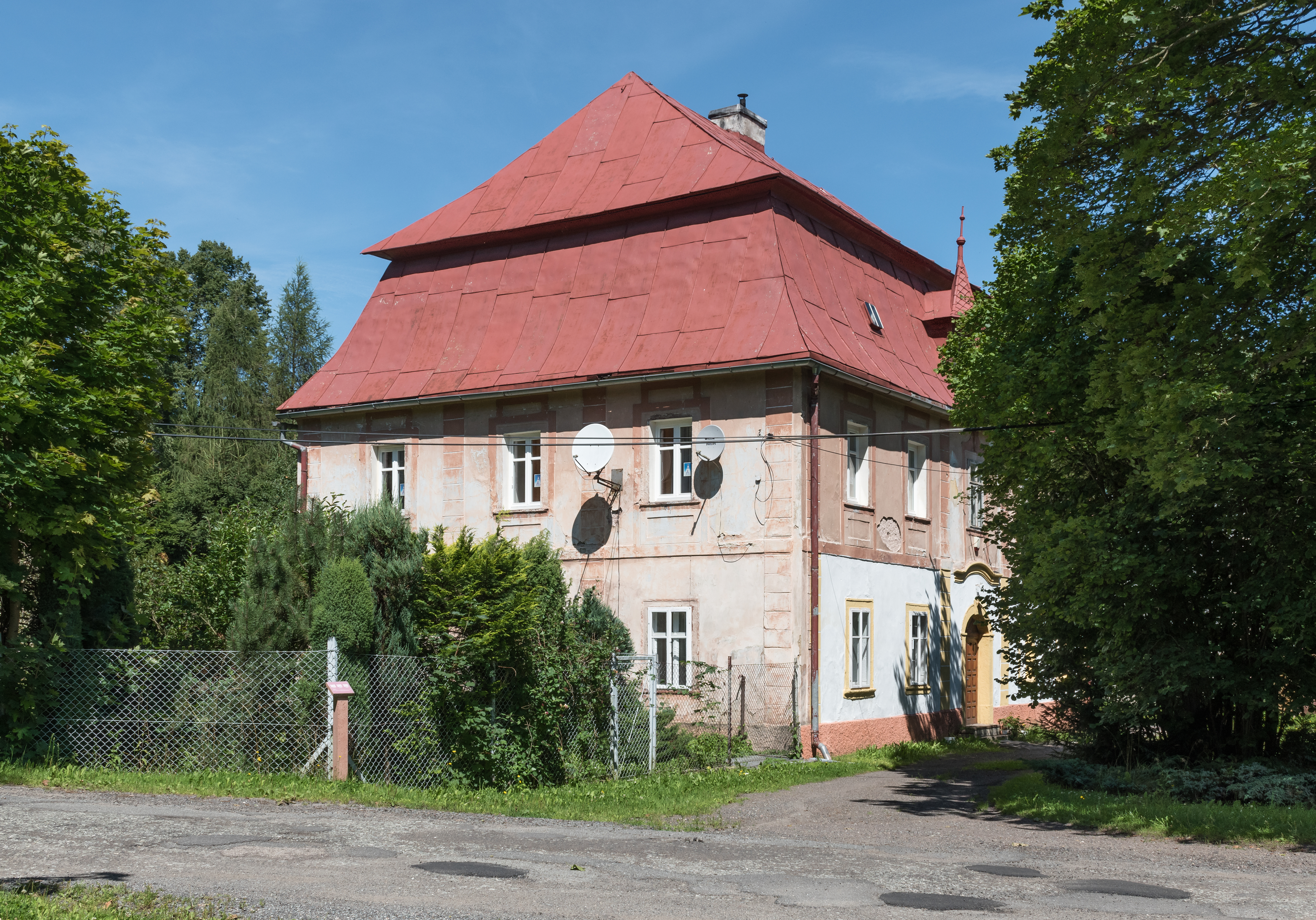
Zabytkowa plebania w Świerkach Kłodzkich

Świerki Kłodzkie (niem. Bahnhof Königswalde) – osada wsi Świerki w Polsce, położona w województwie dolnośląskim, w powiecie kłodzkim, w gminie Nowa Ruda.

## Położenie, administracja
Świerki Kłodzkie położone są w Sudetach Środkowych, u południowego podnóża Świerkowej Kopy, na wysokości około 550–570 m n.p.m. W latach 1975–1998 osada administracyjnie należała do województwa wałbrzyskiego.

## Historia
Świerki Kłodzkie powstały w XVI lub XVII wieku, w 1765 roku mieszkało tu 2 kmieci, 12 zagrodników i 2 chałupników, oraz istniało wolne sędziostwo. W 1787 roku w miejscowości istniał folwark i mieszkało 11 zagrodników i chałupników. W 1825 roku było tu 17 domów, w 1840 roku ich liczba wzrosła do 19. Był to okres największego rozwoju kolonii, później zaznaczył się stopniowy odpływ ludności. W 1880 roku zbudowano linię kolejową z Kłodzka do Wałbrzycha, co zapobiegło dalszemu wyludnianiu miejscowości i przyczyniło się do jej dalszego rozwoju.

## Szlaki turystyczne
Przez Świerki Kłodzkie przechodzą następujące szlaki turystyczne:
- z Rozdroża pod Włodzicką Górą na Granicznik i dalej,
- ze Świerków Kłodzkich do Świerków Dolnych i dalej,
- ze Świerków Kłodzkich do Bartnicy i dalej.

## Zabytki
Według rejestru zabytków Narodowego Instytutu Dziedzictwa na listę zabytków wpisane są obiekty:
- barokowy kościół parafialny pw. św. Mikołaja, z 1748 roku, przebudowany w 1929 roku. Jest to budowla jednonawowa z kwadratową wieżą, którą wieńczy hełm z prześwitem.
- plebania, nr 58, z 1791 roku, barokowo-klasycystyczna o charakterze pałacyku. jest to budynek piętrowy, pięcioosiowy, nakryty wysokim dachem mansardowym.